# Chloris radiata
Chloris radiata là một loài thực vật có hoa trong họ Hòa thảo. Loài này được (L.) Sw. mô tả khoa học đầu tiên năm 1788.

## Hình ảnh

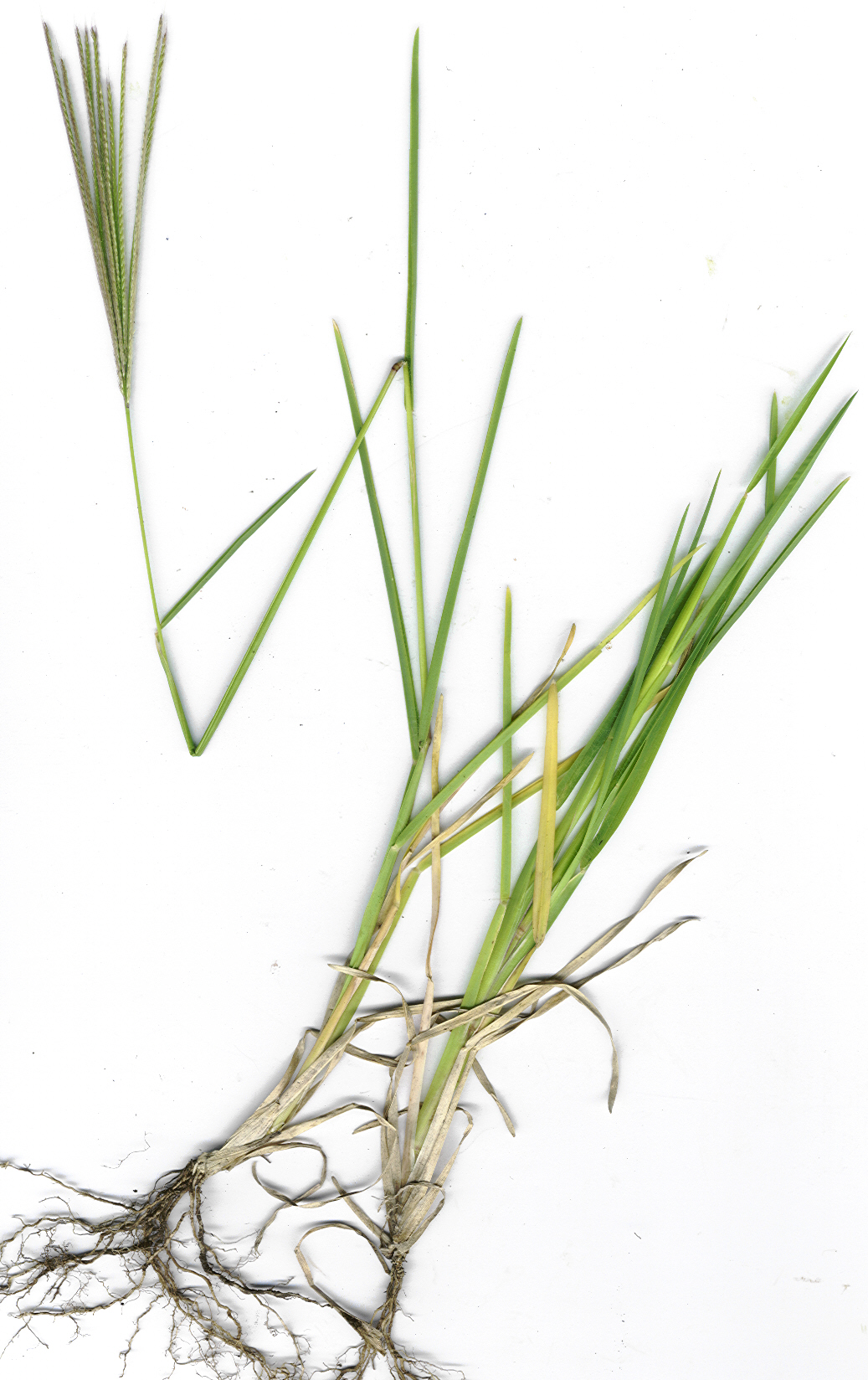
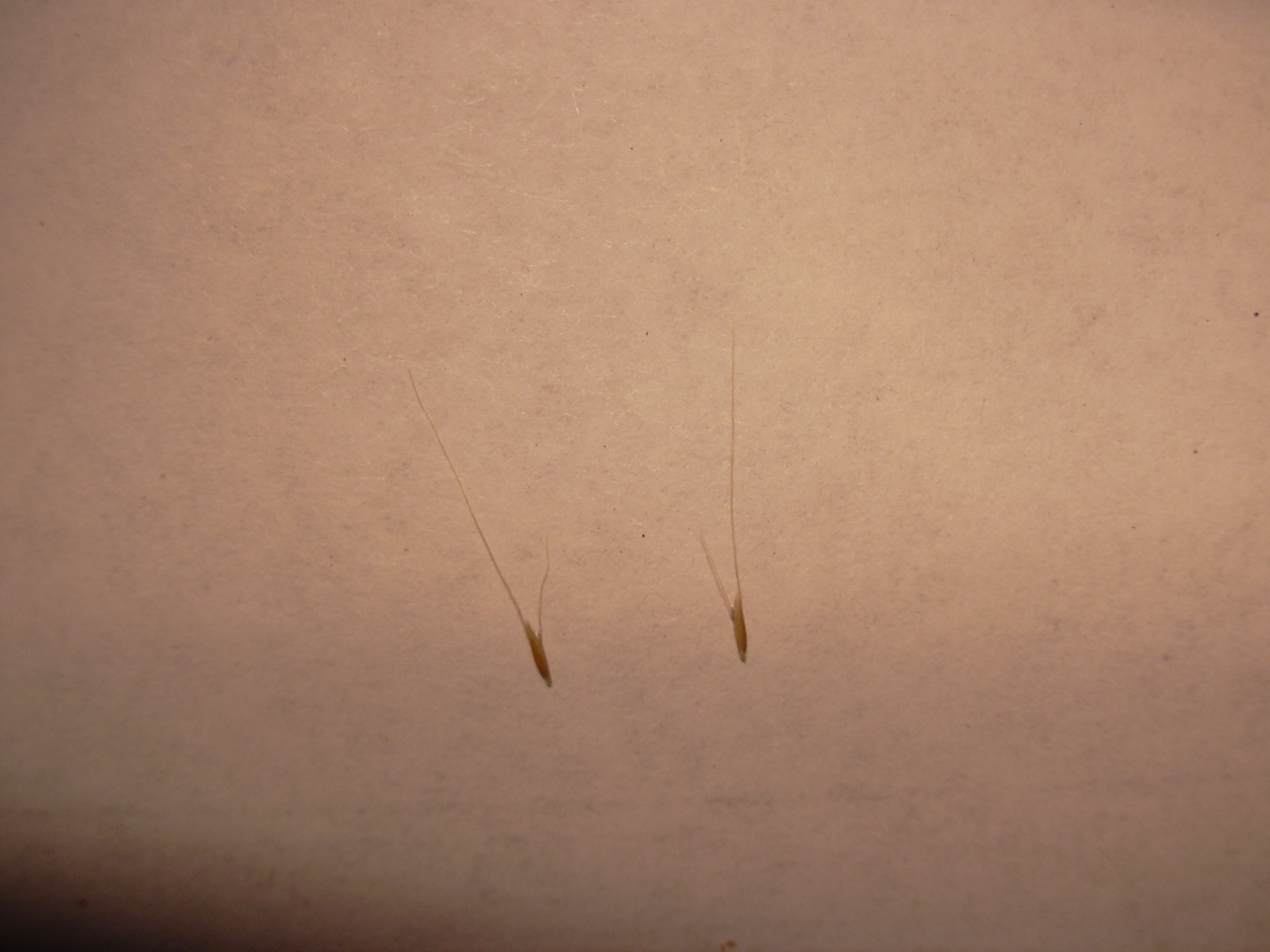
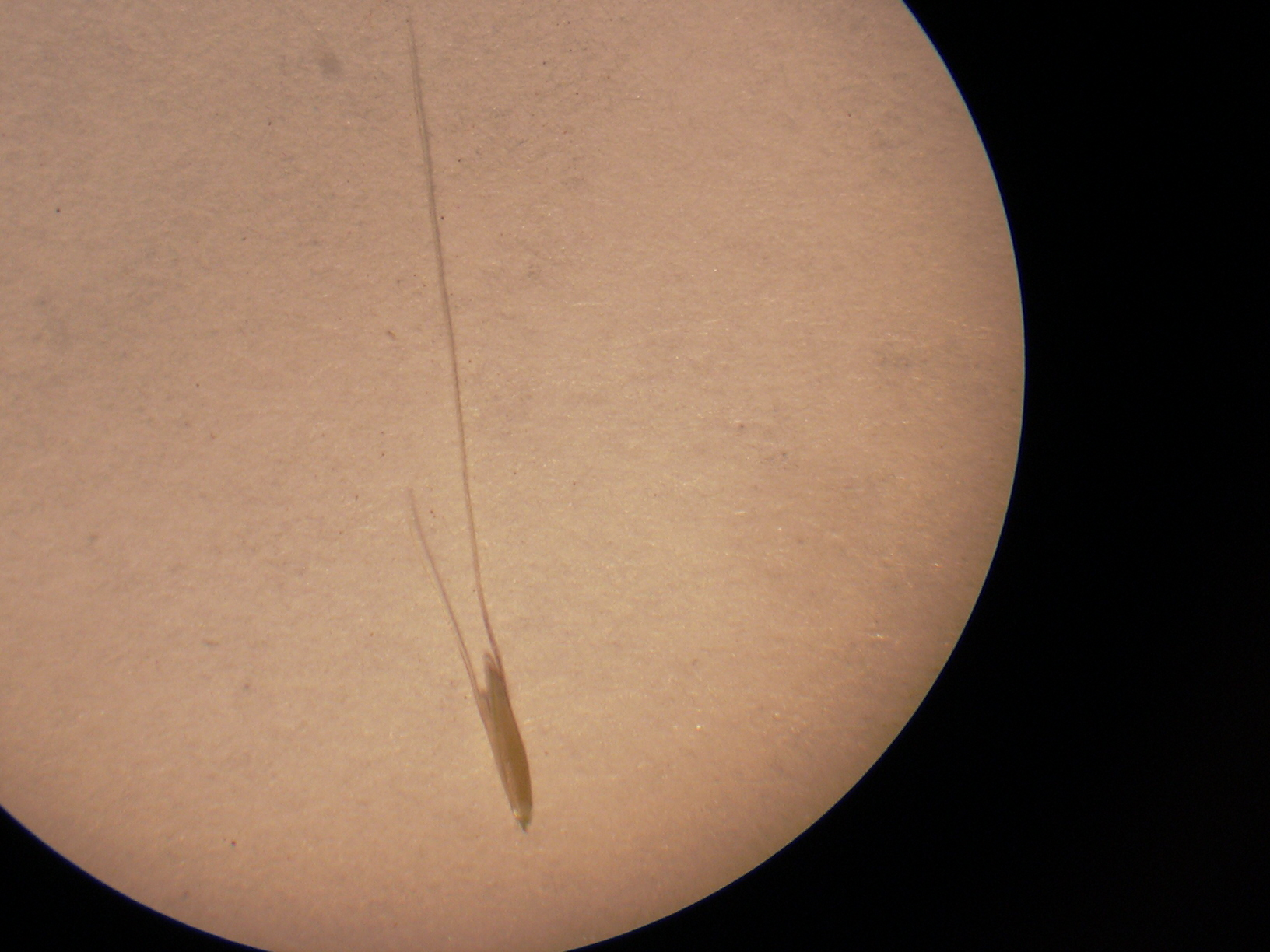
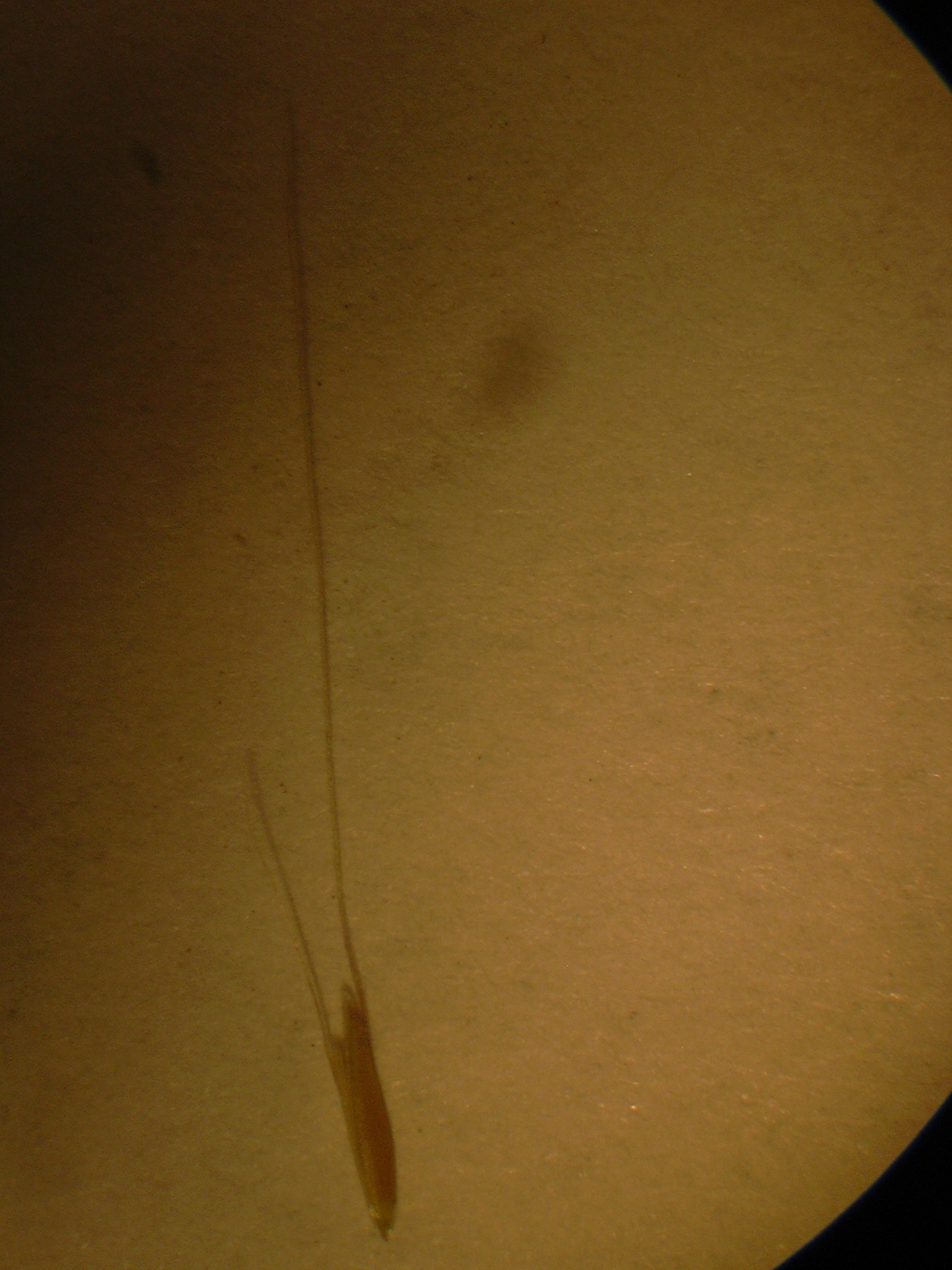